# Лавров, Юрий Сергеевич
Юрий Сергеевич Лавро́в (укр. Юрій Сергійович Лавров; 1 (14) марта 1905, Санкт-Петербург, Российская империя — 20 августа 1980, Ленинград, СССР) — советский актёр театра и кино. Народный артист СССР (1960). Народный артист Украинской ССР (1948).

## Биография
Юрий Лавров родился 1 (14) марта 1905 года в Санкт-Петербурге.
В 1914—1917 годах учился в Петроградской Пятой гимназии, в 1918—1922 годах — Петроградской трудовой школе № 32.
Его отец, Сергей Васильевич Лавров, был директором гимназии Императорского Гуманитарного общества в Санкт-Петербурге, учителем греческого и латинского языков. После революции 1917 года эмигрировал в Белград, где в 1944 году умер и был похоронен. Мать, Елизавета Акимовна Лаврова, наотрез отказалась эмигрировать и осталась в Петрограде с детьми, помогая сыну Юрию начать карьеру в Большом драматическом театре (ныне Большой драматический театр имени Г. А. Товстоногова). Юрию пришлось бросить учёбу и начать работать: сначала курьером в Союзе работников водного транспорта, затем подмастерьем у гробовщика, потом помощником слесаря, продавцом в хлебной лавке. С 1919 года совмещал учёбу с работой в театре.
С 1919 по 1922 год — актёр вспомогательного состава Большого драматического театра. В 1922—1923 годах — организатор и актёр студийного театрального коллектива в Смольнинском клубе, в 1923—1925 и 1926—1928 годах — один из организаторов, актёр и режиссёр «Молодого театра» в Ленинграде, в 1925 году — актёр Агитпрофтеатра при Ленгубпросвете и театрального коллектива Союза «Пищевкус», в 1925—1926 годах — Театра имени Вс. Э. Мейерхольда в Москве, в 1926 году — актёр и режиссёр Ленинградского театра-студии В. Максимова, в 1928—1929 годах — актёр Ленинградского Красного театра (ныне Театр «Балтийский дом»), в 1929—1930 годах — Драматического театра Ленинградского Госнардома, в 1929—1934 годах — Ленинградского театра драмы им. А. Пушкина (ныне Александринский театр), в 1932—1934 годах — Театра ОКДВА им. Ленсовета в Хабаровске, в 1934—1935 годах — экспериментальной мастерской при Ленинградском мюзик-холле, в 1935 году — Одесской кинофабрики «Украинфильм» (ныне Одесская киностудия), с 1935 по 1936 годы — Ленинградского театра комедии (ныне Санкт-Петербургский театр комедии имени Н. П. Акимова), в 1936—1938 годах — актёр и ассистент режиссёра Ленинградской фабрики «Совкино» (ныне «Ленфильм»).
B 1938 году уехал в Киев, где стал одним из ведущих актёров Киевского театра русской драмы им. Л. Украинки.
B 1941—1944 годах с труппой театра был в эвакуации в Кировской области и Новосибирске, играл в театре Юго-Западного фронта.
B 1950 году к отцу в Киев приехал его сын Кирилл Лавров и поступил на должность артиста-стажёра в труппу Киевского театра русской драмы им. Л. Украинки. В течение пяти лет под руководством отца Кирилл осваивал актёрское мастерство, выходя на сцену вместе с ним в нескольких спектаклях. Особую помощь в работе отца и сына оказал руководитель театра К. П. Хохлов, который работал ещё с К. С. Станиславским.
Сниматься в кино начал в 1928 году в фильме «Третья молодость» на Ленинградской фабрике «Совкино». B 1930—1960-e годы снимался на «Ленфильме» и Киевской кинофабрике (ныне Киностудия имени А. Довженко).
Мастер характерных ролей, умевший выразительно воплотить даже эпизодические образы. Его сын Кирилл, вспоминал о нём: «Каждая роль у него была неожиданностью… Он всегда искал. У него были жестокие творческие поражения, у него были совершенно блистательные удачи, и всегда это было связано с риском, настолько порой до гротеска доходило дело. Он стремился к очень яркой театральности. И этим во многом выгодно отличался от других актеров».
С 1966 года — на пенсии, продолжал выступать в отдельных спектаклях.
Скончался 20 августа 1980 года на 76-м году жизни в Ленинграде, куда его забрал сын, после продолжительной болезни. Урна с прахом была перевезена в Киев и захоронена на Байковом кладбище.

### Семья
- Первая жена (с 1924) — Ольга Ивановна Гудим-Левкович (1903—1967), актриса, работала на сцене и на радио.
  - Сын — Кирилл Юрьевич Лавров (1925—2007), актёр театра и кино. Народный артист СССР (1972).
    - Внучка — Мария Лаврова (род. 1965), актриса. Заслуженная артистка РФ (2003). Лауреат Государственной премии России (2000).
    - Внук — Сергей Лавров (род. 1955), предприниматель.
- Вторая жена — Лия Абрамовна Глаз (1918—2003), актриса Киевского театра русской драмы имени Леси Украинки (1941—1977).
  - Дочь — Кира Юрьевна Лаврова, журналистка, живёт в США.
- Третья жена (с 1950) — Ольга Васильевна Смирнова (1909—1989), актриса Киевского театра русской драмы имени Леси Украинки (1936—1964); заслуженная артистка Украинской (1947) и Казахской ССР (1943).
- Правнучка — Ольга Семёнова (род. 3 августа 1990) — актриса.

## Творчество

### Роли в театре
- «Бесприданница» А. Н. Островского — Карандышев
- «Страх» А. Н. Афиногенова — Кастальский
- «Тартюф» Мольера — Тартюф
- 1940 — «Фельдмаршал Кутузов» В. А. Соловьева. Режиссёр М. Ф. Романов — Вильсон
- 1940 — «Живой труп» Л. Н. Толстого. Режиссёр В. А. Нелли — князь Абрезков
- 1940 — «Зыковы» Максима Горького. Режиссёр К. П. Хохлов — Муратов
- 1941 — «Разлом» Б. А. Лавренёва. Режиссёр В. А. Нелли — Годун
- 1943 — «Нашествие» Л. М. Леонова. Режиссёр К. П. Хохлов — Федор Таланов
- 1946 — «Каменный властелин» Л. Украинки. Режиссёр К. П. Хохлов — Дон Жуан
- 1947 — «Хождение по мукам» по А. Н. Толстому. Режиссёр В. А. Нелли — Вадим Петрович Рощин
- 1948 — «Закон чести» А. П. Штейна. Постановка К. П. Хохлова. Режиссёр М. Пилявский — Добротворский
- 1948 — «Овод» по Э. Л. Войнич, Режиссёр Н. Соколов — Феличе Риварес
- 1949 — «Все мои сыновья» А. Миллера — Джордж
- 1949 — «Обрыв» по роману И. А. Гончарова. Режиссёр К. П. Хохлов — Марк Волохов
- 1949 — «Восходит солнце» С. Вургуна. Режиссёр К. П. Хохлов — Коба
- 1951 — «Потерянный дом» С. В. Михалкова. Режиссёр Н. Соколов — Устинов; Лавров
- 1951 — «Каменный властелин» (3 редакция) Л. Украинки. Режиссёр К. П. Хохлов — Командор
- 1951 — «Рассвет над Москвой» А. А. Сурова — Степанян
- 1951 — «Враги» Максима Горького. Режиссёр К. П. Хохлов — Синцов, конторщик
- 1951 — «Совесть» Ю. П. Чепурина. Режиссёр Н. Соколов — Аркадьев
- 1952 — «Под Золотым орлом» Я. А. Галана. Режиссёр В. А. Нелли — Петерсон
- 1952 — «Бронепоезд 14-69» Вс. В. Иванова. Режиссёр В. А. Нелли — Пеклеванов
- 1952 — «Маскарад» М. Ю. Лермонтова. Режиссёр К. П. Хохлов — Неизвестный
- 1952 — «Новые времена» Г. Д. Мдивани. Режиссёр Н. Соколов — Агафонов, председатель колхоза
- 1953 — «Золотая чума» («Измена нации») В. А. Соловьёва. Режиссёр К. П. Хохлов — Маркиз де Сек
- 1953 — «Раки» С. В. Михалкова. Режиссёр Н. Соколов — Ленский
- 1953 — «К новому берегу» по роману В. Т. Лациса. Режиссёры В. А. Нелли и И. А. Молостова — Друкис
- 1954 — «Месяц в деревне» И. С. Тургенева. Режиссёр К. П. Хохлов — Шпигельский
- 1954 — «Ромео и Джульетта» У. Шекспира. Режиссёр Б. Н. Норд — монах Лоренцо
- 1954 — «Гаити» У.-Э. Дюбуа. Режиссёр И. А. Молостова — Ле Клерк
- 1955 — «В добрый час!» В. С. Розова. Режиссёр В. В. Эренберг — Николай Петрович
- 1955 — «Три сестры» А. П. Чехова. Режиссёр В. А. Нелли — Вершинин Александр Игнатьевич, подполковник
- 1956 — «Гибель эскадры» А. Е. Корнейчука. Режиссёр В. А. Нелли — Гранатов, адмирал
- 1956 — «Деньги» А. В. Софронова. Режиссёр М. Ф. Романов — Василий Шарабай
- 1956 — «Дети солнца» М. Горького. Режиссёры Б. Н. Норд, В. А. Нелли, М. Ф. Романов — Вагин
- 1956 — «Дни Турбиных» М. А. Булгакова. Режиссёр Л. В. Варпаховский — Алексей Турбин, полковник, (спектакль запрещён)
- 1957 — «В пуще» Л. Украинки. Режиссёр Н. Соколов — Годвинсон
- 1958 — «Чёртова речка» Л. Д. Аграновича. Режиссёр В. А. Нелли — Мороз
- 1958 — «Вот я иду» Г. С. Берёзко. Режиссёр В. А. Нелли — Орехов
- 1959 — «Юность Поли Вихровой» по роману Л. М. Леонова «Русский лес». Режиссёр Н. Соколов — Ведущий, Иван Вихров
- 1959 — «Соло на флейте» И. К. Микитенко. Режиссёры В. Федоров, Б. Марин — Бережной
- 1959 — «Песня под звездами» В. Н. Собко. Режиссёр Н. Соколов — Карп Салай
- 1960 — «Последние» М. Горького. Режиссёр М. Б. Розин — Иван Коломийцев
- 1962 — «Палата» С. И. Алёшина. Режиссёр Ю. С. Лавров — Новиков
- 1965 — «Дон Карлос» Фридриха Шиллера. Режиссёр Н. Соколов — Филипп II, король Испании

### Постановки в театре
1962 — «Палата» С. И. Алёшина

### Роли в кино
- 1928 — Третья молодость — Сергун
- 1929 — Флаг нации — Билли, корреспондент
- 1930 — Счастливый Кент — бродяга в кабачке
- 1934 — Секрет фирмы — агент Лервинга
- 1935 — Конец полустанка — инженер
- 1935 — Три товарища — Сурен, секретарь райкома
- 1936 — Застава у Чёртова брода — капитан Старчак
- 1936 — Половодье — секретарь обкома
- 1937 — Волочаевские дни — поручик Гришин
- 1938 — На границе — Нумата, капитан японской армии
- 1938 — Профессор Мамлок — немецкий офицер
- 1939 — Щорс — инспектор
- 1939 — Шуми городок — Лука Иванович, председатель Горсовета
- 1939 — Большая жизнь — Иван Сергеевич Кузьмин
- 1942 — Александр Пархоменко — председатель Ревтрибунала / анархист
- 1945 — В дальнем плавании — французский адмирал
- 1946 — Центр нападения — Никанор Иванович, тренер
- 1946 — Большая жизнь. 2 серия — Кузьмин
- 1948 — Третий удар — Мюстегиб Фагиль, турецкий журналист
- 1954 — Тревожная молодость — Зенон Печерица
- 1954 — Об этом забывать нельзя — резидент Николай Вольский
- 1955 — Звёзды на крыльях — нарушитель границы
- 1956 — Триста лет тому… — польский посол
- 1956 — Костёр бессмертия — Урбис
- 1956 — Дети солнца (фильм-спектакль) — Вагин
- 1957 — Крутые ступени — преподаватель
- 1957 — Правда — Симон Петлюра
- 1957 — Гори, моя звезда — Плавильщиков
- 1958 — Киевлянка — Симон Петлюра
- 1958 — Огненный мост (фильм-спектакль) — Штанге
- 1959 — Олекса Довбуш — граф Потоцкий
- 1959 — Катя-Катюша — дядя Кати
- 1959 — Григорий Сковорода — генерал Кречетников
- 1960 — Обыкновенная история
- 1962 — Последние (фильм-спектакль)
- 1962 — Молчат только статуи — Грирсон
- 1964 — Ключи от неба — Вадик
- 1964 — Ракеты не должны взлететь — начальник гестапо
- 1964 — Космический сплав
- 1964 — Сказка о Мальчише-Кибальчише — буржуин во дворце
- 1965 — Хочу верить — редактор Василий Павлович
- 1965 — Третья молодость — эпизод
- 1966 — В город пришла беда — Юрий Сергеевич Гурьев
- 1966 — Всюду есть небо — муж
- 1968 — Ошибка Оноре де Бальзака — князь Радзивилл
- 1969 — Сердце Бонивура — генерал Дитерихс
- 1969 — Почтовый роман — Григорьев
- 1970 — Путь к сердцу — Степан Карлович Майзель
- 1970 — Мир хижинам — война дворцам — командующий округом
- 1970 — Семья Коцюбинских — доктор
- 1971 — Второе дыхание — Андрей
- 1972 — Вера, надежда, любовь — начальник госпиталя
- 1972 — Софья Грушко — Иван Захарович, генерал КГБ
- 1978 — Искупление чужих грехов — епископ Александр
- 1980 — Красное поле — профессор

#### Озвучивание
- 1971 — Про полосатого слонёнка (мультипликационный) — Лев

## Награды и звания
- Заслуженный артист Украинской ССР (1943)
- Народный артист Украинской ССР (1948)
- Народный артист СССР (1960)
- Орден Ленина (1951)[4]
- Орден «Знак Почёта» (1 февраля 1939) — за исполнение роли Нуматы в фильме «На границе»[4].
- Медаль «За оборону Сталинграда» (1944)[4]
- Медаль «За доблестный труд в Великой Отечественной войне 1941—1945 гг» (1946)[4]
- Медаль «За победу над Германией в Великой Отечественной войне 1941—1945» (1946)[4]